# 文章世界
『文章世界』（ぶんしょうせかい）は、明治・大正期に博文館が刊行していた文芸雑誌。

## 概要
1906年3月に創刊。当初は若者たちに実用的な文章を習得させるための投書・指導を目的としていたがため、大槻文彦や芳賀矢一などの学者が多かったが、初代の編集責任者に作家の田山花袋が就任したことから、小説や詩などの投稿も受け付けるようになり、やがてそちらが主流となっていった。田山とのつながりで国木田独歩・島崎藤村ら自然主義系の作家が多く連載し、投書の撰者も田山・島崎をはじめ正宗白鳥や徳田秋声・北原白秋・窪田空穂・内藤鳴雪などが名を連ね、明治末期には自然主義文学の拠点とみなされるようになった。また、投書者の中からは室生犀星・獅子文六・吉屋信子・内田百閒・今東光・横光利一、尾崎翠らを輩出した。
大正に入り、田山が編集から退くと徐々に衰退し、1920年12月に通巻204冊（臨時増刊を含む）をもって終刊する。1921年1月より『新文学』としてリニューアルしたものの、同年12月に終刊した。1922年1月より巻号数を引き継いで『新趣味』が創刊されるが、1923年11月号で廃刊。
1986年に日本近代文学館よりマイクロフィッシュにて復刻されている。